# Пантелеев, Валентин Фёдорович
Валентин Фёдорович Пантелеев (1931—2019) — конструктор изделий оборонного назначения, один из создателей советских и российских систем противоракетной обороны (ПРО).

## Биография
Окончил МАИ (1958, с отличием).
С 1958 по 2014 год работал в Радиотехническом институте в должностях от старшего лаборанта до начальника отдела.
С 19 мая 2014 года на пенсии.
Принимал участие в создании РЛС ЦСО-С (ведущий темы и заместитель главного конструктора), МРЛС «Дон-2Н» (заместитель главного конструктора по аппаратурному комплексу).
Умер в Москве 18 ноября 2019 года после продолжительной болезни.
Награждён орденами «Знак Почёта» и «За заслуги перед Отечеством» IV степени (18.12.1997).